# 聖ルカの多翼祭壇画
『聖ルカの多翼祭壇画』（せいルカのたよくさいだんが、伊: Polittico di san Luca）は、イタリアのルネサンス期の巨匠、アンドレア・マンテーニャが1453-1454年に制作した絵画であり、アーチに12人の人物が描かれた板絵の多翼祭壇画である。上段の6人の人物は、中央のイエス・キリストの左右に並んでいる。下段の5人は、聖ルカの左右に並んでいる。

## 歴史
1453年8月10日、マンテーニャはパドヴァのサンタ・ジュスティーナ修道院と作品を描く契約を結んだ。おそらく依頼者はゴシック的な祭壇画を望んでいたと思われる。マンテーニャは、50ドゥカートの制作料で作品を制作することに同意した。人物を描くための顔料と、人物のパネルを額縁にはめ込むためのアズーロ・トデスコ（銅に由来する青い顔料）を提供された。作品はその年または翌年までに完成した。本作は、ミラノのブレラ美術館に所蔵されている。
マンテーニャの署名の入っていた本来の額縁は、17世紀に落雷によって破壊されたため本来の構図は変わってしまった。それは、上段と下段のサイズの違いによって見て取ることができる。しかし人物像は非常に印象的で、マンテーニャの他の作品には見られない抒情的特質を持っている。この特質は、古代のローマ彫刻を学んだマンテーニャの流麗な布地の表現によって達成されている写実主義の賜物である。